# Quarta spedizione antartica sovietica
La quarta spedizione antartica sovietica fu condotta dal 1958 al 1960. Era comandata da Aleksandr Gavrilovich Dralkin. 
La spedizione si avvalse di quattro slitte a motore e di tre grandi trattori appositamente progettati per compiere il tragitto dalla base Vostok al Polo Sud.
Secondo quanto riportato da Soviet News: La spedizione compì un lungo tragitto scientifico dalle sponde dell'Oceano Indiano al Polo sud geografico e ritornando poi alla base Vostok, compiendo un percorso complessivo di 2500 miglia.